# Ліберті (округ Автагемі, Вісконсин)
Ліберті (англ. Liberty) — місто (англ. town) в США, в окрузі Автаґемі штату Вісконсин. Населення — 826 осіб (2020).

## Демографія
Згідно з переписом 2010 року, у місті мешкало 867 осіб у 305 домогосподарствах у складі 253 родин. Було 327 помешкань
Расовий склад населення:
| - 99,1 % — білих - 0,3 % — корінних американців |

До двох чи більше рас належало 0,3 %. Частка іспаномовних становила 2,9 % від усіх жителів.
За віковим діапазоном населення розподілялося таким чином: 25,8 % — особи молодші 18 років, 63,2 % — особи у віці 18—64 років, 11,0 % — особи у віці 65 років та старші. Медіана віку мешканця становила 40,2 року. На 100 осіб жіночої статі у місті припадало 110,9 чоловіків;  на 100 жінок у віці від 18 років та старших — 114,3 чоловіків також старших 18 років.
Середній дохід на одне домашнє господарство  становив 84 125 доларів США (медіана — 73 125), а середній дохід на одну сім'ю — 92 761 долар (медіана — 83 393). Медіана доходів становила 51 207 доларів для чоловіків та 42 125 доларів для жінок. За межею бідності перебувало 4,7 % осіб, у тому числі 8,5 % дітей у віці до 18 років та 3,6 % осіб у віці 65 років та старших.
Цивільне працевлаштоване населення становило 497 осіб. Основні галузі зайнятості: виробництво — 29,6 %, освіта, охорона здоров'я та соціальна допомога — 16,5 %, будівництво — 11,5 %, роздрібна торгівля — 7,4 %.